# Arsenal FC in het seizoen 2023/24
Dit artikel beschrijft de prestaties van de Engelse voetbalclub Arsenal in het seizoen 2023/24.

## Resultaten
Een overzicht van de competities waaraan Arsenal dit seizoen deelneemt.
| Premier League | FA Cup      | Carabao Cup    | Community Shield | Champions League |
| -------------- | ----------- | -------------- | ---------------- | ---------------- |
|                |             |                |                  |                  |
| 2e plaats      | Derde ronde | Achtste finale | Winnaar          | Kwartfinale      |

## Selectie
| Nr            | Naam                | Nationaliteit | Geboortedatum | Sinds | Vorige club            |
| ------------- | ------------------- | ------------- | ------------- | ----- | ---------------------- |
| Keepers       |                     |               |               |       |                        |
| 1             | Aaron Ramsdale      | Engeland      | 14-05-1998    | 2021  | Sheffield United       |
| 22            | David Raya          | Spanje        | 15-09-1995    | 2023  | Brentford              |
| 31            | Karl Hein           | Estland       | 13-04-2002    | 2018  | Eigen jeugd            |
| Verdedigers   |                     |               |               |       |                        |
| 2             | William Saliba      | Frankrijk     | 24-03-2001    | 2019  | AS Saint-Étienne       |
| 4             | Ben White           | Engeland      | 08-10-1997    | 2021  | Brighton & Hove Albion |
| 6             | Gabriel Magalhães   | Brazilië      | 19-12-1997    | 2020  | Lille OSC              |
| 12            | Jurriën Timber      | Nederland     | 17-06-2001    | 2023  | Ajax                   |
| 15            | Jakub Kiwior        | Polen         | 15-02-2000    | 2023  | Spezia Calcio          |
| 17            | Cédric Soares       | Portugal      | 31-08-1991    | 2020  | Southampton            |
| 18            | Takehiro Tomiyasu   | Japan         | 05-11-1998    | 2021  | Bologna                |
| 35            | Oleksandr Zinchenko | Oekraïne      | 15-12-1996    | 2022  | Manchester City        |
| Middenvelders |                     |               |               |       |                        |
| 5             | Thomas Partey       | Ghana         | 13-06-1993    | 2020  | Atlético Madrid        |
| 8             | Martin Ødegaard     | Noorwegen     | 17-10-1998    | 2021  | Real Madrid            |
| 10            | Emile Smith Rowe    | Engeland      | 28-07-2000    | 2010  | Eigen jeugd            |
| 20            | Jorginho            | Italië        | 20-12-1991    | 2023  | Chelsea                |
| 21            | Fábio Vieira        | Portugal      | 30-05-2000    | 2022  | FC Porto               |
| 25            | Mohamed Elneny      | Egypte        | 11-07-1992    | 2016  | FC Basel               |
| 29            | Kai Havertz         | Duitsland     | 11-06-1999    | 2023  | Chelsea                |
| 41            | Declan Rice         | Engeland      | 14-01-1999    | 2023  | West Ham United        |
| Aanvallers    |                     |               |               |       |                        |
| 7             | Bukayo Saka         | Engeland      | 05-09-2001    | 2008  | Eigen jeugd            |
| 9             | Gabriel Jesus       | Brazilië      | 03-04-1997    | 2022  | Manchester City        |
| 11            | Gabriel Martinelli  | Brazilië      | 18-06-2001    | 2019  | Ituano                 |
| 14            | Eddie Nketiah       | Engeland      | 30-05-1999    | 2015  | Eigen jeugd            |
| 19            | Leandro Trossard    | België        | 04-12-1994    | 2023  | Brighton & Hove Albion |
| 24            | Reiss Nelson        | Engeland      | 10-12-1999    | 2007  | Eigen jeugd            |

- = Aanvoerder

| Functie           | Naam               | Nationaliteit |
| ----------------- | ------------------ | ------------- |
| Trainer           | Mikel Arteta       | Spanje        |
| Assistent-trainer | Carlos Cuesta      | Spanje        |
| Assistent-trainer | Miguel Molina      | Spanje        |
| Assistent-trainer | Albert Stuivenberg | Nederland     |
| Keeperstrainer    | Iñaki Caña         | Spanje        |

## Transfers

### Zomer

#### Transfers
| Naam                   | Nationaliteit    | Van/naar           | Prijs                   |
| ---------------------- | ---------------- | ------------------ | ----------------------- |
| Inkomend               |                  |                    |                         |
| Kai Havertz            | Duitsland        | Chelsea            | € 75.000.000            |
| Jurriën Timber         | Nederland        | Ajax               | € 40.000.000            |
| Declan Rice            | Engeland         | West Ham United    | € 116.600.000           |
| David Raya             | Spanje           | Brentford          | € 3.500.000 (huurprijs) |
| TOTAAL UITGAVEN:       | TOTAAL UITGAVEN: | TOTAAL UITGAVEN:   | € 235.100.000           |
| Uitgaand               |                  |                    |                         |
| Pablo Marí             | Spanje           | AC Monza           | € 4.900.000             |
| Ainsley Maitland-Niles | Engeland         | Olympique Lyonnais | transfervrij            |
| Granit Xhaka           | Zwitserland      | Bayer Leverkusen   | € 25.000.000            |
| Auston Trusty          | Verenigde Staten | Sheffield United   | € 5.800.000             |
| Matt Turner            | Verenigde Staten | Nottingham Forest  | € 8.150.000             |
| Folarin Balogun        | Verenigde Staten | AS Monaco          | € 30.000.000            |
| Rob Holding            | Engeland         | Crystal Palace     | € 1.200.000             |
| Nicolas Pépé           | Ivoorkust        | Trabzonspor        | transfervrij            |
| TOTAAL INKOMEN:        | TOTAAL INKOMEN:  | TOTAAL INKOMEN:    | € 75.050.000            |

#### Verhuurde spelers
| Naam                 | Nationaliteit | Club              | Begin huur | Einde huur  |
| -------------------- | ------------- | ----------------- | ---------- | ----------- |
| Marquinhos           | Brazilië      | FC Nantes         | zomer 2023 | winter 2024 |
| Rúnar Alex Rúnarsson | IJsland       | Cardiff City      | zomer 2023 | winter 2024 |
| Kieran Tierney       | Schotland     | Real Sociedad     | zomer 2023 | zomer 2024  |
| Nuno Tavares         | Portugal      | Nottingham Forest | zomer 2023 | zomer 2024  |
| Arthur Okonkwo       | Engeland      | Wrexham           | zomer 2023 | zomer 2024  |
| Albert Sambi Lokonga | België        | Luton Town        | zomer 2023 | lente 2024  |

### Winter

#### Transfers
| Naam                 | Nationaliteit    | Van/naar         | Prijs        |
| -------------------- | ---------------- | ---------------- | ------------ |
| Inkomend             |                  |                  |              |
| TOTAAL UITGAVEN:     | TOTAAL UITGAVEN: | TOTAAL UITGAVEN: | € 0          |
| Uitgaand             |                  |                  |              |
| Rúnar Alex Rúnarsson | IJsland          | FC Kopenhagen    | transfervrij |
| TOTAAL INKOMEN:      | TOTAAL INKOMEN:  | TOTAAL INKOMEN:  | € 0          |

#### Verhuurde spelers
| Naam       | Nationaliteit | Club       | Begin huur  | Einde huur  |
| ---------- | ------------- | ---------- | ----------- | ----------- |
| Marquinhos | Brazilië      | Fluminense | winter 2024 | winter 2025 |

## Uitrustingen
Shirtsponsor(s): Emirates Fly Better

Sportmerk: adidas
| Thuis | Uit | Alternatief |

## Wedstrijden

### Community Shield
| Datum      | Thuis/Uit | Tegenstander    | Score     | Doelpuntenmaker(s) Arsenal |
| ---------- | --------- | --------------- | --------- | -------------------------- |
| 2023-08-06 | Neutraal  | Manchester City | 1-1 (1-4) | Trossard                   |

### Premier League
| #  | Datum      | Thuis/Uit | Tegenstander            | Score | Doelpuntenmaker(s) Arsenal                              |
| -- | ---------- | --------- | ----------------------- | ----- | ------------------------------------------------------- |
| 1  | 2023-08-12 | Thuis     | Nottingham Forest       | 2-1   | Nketiah, Saka                                           |
| 2  | 2023-08-21 | Uit       | Crystal Palace          | 0-1   | Ødegaard                                                |
| 3  | 2023-08-26 | Thuis     | Fulham                  | 2-2   | Saka, Nketiah                                           |
| 4  | 2023-09-03 | Thuis     | Manchester United       | 3-1   | Ødegaard, Rice, Jesus                                   |
| 5  | 2023-09-17 | Uit       | Everton                 | 0-1   | Trossard                                                |
| 6  | 2023-09-24 | Thuis     | Tottenham Hotspur       | 2-2   | Romero (ed.), Saka                                      |
| 7  | 2023-09-30 | Uit       | AFC Bournemouth         | 0-4   | Saka, Ødegaard, Havertz, White                          |
| 8  | 2023-10-08 | Thuis     | Manchester City         | 1-0   | Martinelli                                              |
| 9  | 2023-10-21 | Uit       | Chelsea                 | 2-2   | Rice, Trossard                                          |
| 10 | 2023-10-28 | Thuis     | Sheffield United        | 5-0   | Nketiah (3x), Fábio Vieira, Tomiyasu                    |
| 11 | 2023-11-04 | Uit       | Newcastle United        | 1-0   |                                                         |
| 12 | 2023-11-11 | Thuis     | Burnley                 | 3-1   | Trossard, Saliba, Zinchenko                             |
| 13 | 2023-11-25 | Uit       | Brentford               | 0-1   | Havertz                                                 |
| 14 | 2023-12-02 | Thuis     | Wolverhampton Wanderers | 2-1   | Saka, Ødegaard                                          |
| 15 | 2023-12-05 | Uit       | Luton Town              | 3-4   | Martinelli, Jesus, Havertz, Rice                        |
| 16 | 2023-12-09 | Uit       | Aston Villa             | 1-0   |                                                         |
| 17 | 2023-12-16 | Thuis     | Brighton & Hove Albion  | 2-0   | Jesus, Havertz                                          |
| 18 | 2023-12-23 | Uit       | Liverpool               | 1-1   | Gabriel                                                 |
| 19 | 2023-12-26 | Thuis     | West Ham United         | 0-2   |                                                         |
| 20 | 2023-12-30 | Uit       | Fulham                  | 2-1   | Saka                                                    |
| 21 | 2024-01-20 | Thuis     | Crystal Palace          | 5-0   | Gabriel, Henderson (ed.), Trossard, Martinelli (2x)     |
| 22 | 2024-01-30 | Uit       | Nottingham Forest       | 1-2   | Jesus, Saka                                             |
| 23 | 2024-02-04 | Thuis     | Liverpool               | 3-1   | Saka, Martinelli, Trossard                              |
| 24 | 2024-02-11 | Uit       | West Ham United         | 0-6   | Saliba, Saka (2x), Gabriel, Trossard, Rice              |
| 25 | 2024-02-17 | Uit       | Burnley                 | 0-5   | Ødegaard, Saka (2x), Trossard, Havertz                  |
| 26 | 2024-02-24 | Thuis     | Newcastle United        | 4-1   | Botman (ed.), Havertz, Saka, Kiwior                     |
| 27 | 2024-03-04 | Uit       | Sheffield United        | 0-6   | Ødegaard, Bogle (ed.), Martinelli, Havertz, Rice, White |
| 28 | 2024-03-09 | Thuis     | Brentford               | 2-1   | Rice, Havertz                                           |
| 29 | 2024-03-31 | Uit       | Manchester City         | 0-0   |                                                         |
| 30 | 2024-04-03 | Thuis     | Luton Town              | 2-0   | Ødegaard, Hashioka (ed.)                                |
| 31 | 2024-04-06 | Uit       | Brighton & Hove Albion  | 0-3   | Saka, Havertz, Trossard                                 |
| 32 | 2024-04-14 | Thuis     | Aston Villa             | 0-2   |                                                         |
| 33 | 2024-04-20 | Uit       | Wolverhampton Wanderers | 0-2   | Trossard, Ødegaard                                      |
| 34 | 2024-04-23 | Thuis     | Chelsea                 | 5-0   | Trossard, White (2x), Havertz (2x)                      |
| 35 | 2024-04-28 | Uit       | Tottenham Hotspur       | 2-3   | Højbjerg (ed.), Saka, Havertz                           |
| 36 | 2024-05-04 | Thuis     | AFC Bournemouth         | 3-0   | Saka, Trossard, Rice                                    |
| 37 | 2024-05-12 | Uit       | Manchester United       | 0-1   | Trossard                                                |
| 38 | 2024-05-19 | Thuis     | Everton                 | 2-1   | Tomiyasu, Havertz                                       |

### FA Cup
| Ronde       | Datum      | Thuis/Uit | Tegenstander | Score | Doelpuntenmaker(s) Arsenal |
| ----------- | ---------- | --------- | ------------ | ----- | -------------------------- |
| Derde ronde | 2024-01-07 | Thuis     | Liverpool    | 0-2   |                            |

### Carabao Cup
| Ronde          | Datum      | Thuis/Uit | Tegenstander    | Score | Doelpuntenmaker(s) Arsenal |
| -------------- | ---------- | --------- | --------------- | ----- | -------------------------- |
| Derde ronde    | 2023-09-27 | Uit       | Brentford       | 0-1   | Nelson                     |
| Achtste finale | 2023-11-01 | Uit       | West Ham United | 3-1   | Ødegaard                   |

### Champions League

#### Groepsfase
| # | Datum      | Thuis/Uit | Tegenstander  | Score | Doelpuntenmaker(s) Arsenal                           |
| - | ---------- | --------- | ------------- | ----- | ---------------------------------------------------- |
| 1 | 2023-09-20 | Thuis     | PSV Eindhoven | 4-0   | Saka, Trossard, Jesus, Ødegaard                      |
| 2 | 2023-10-03 | Uit       | RC Lens       | 2-1   | Jesus                                                |
| 3 | 2023-10-24 | Uit       | Sevilla FC    | 1-2   | Martinelli, Jesus                                    |
| 4 | 2023-11-08 | Thuis     | Sevilla FC    | 2-0   | Trossard, Saka                                       |
| 5 | 2023-11-29 | Thuis     | RC Lens       | 6-0   | Havertz, Jesus, Saka, Martinelli, Ødegaard, Jorginho |
| 6 | 2023-12-12 | Uit       | PSV Eindhoven | 1-1   | Nketiah                                              |

#### Knock-outfase
| Ronde          | Datum      | Thuis/Uit | Tegenstander      | Score     | Doelpuntenmaker(s) Arsenal |
| -------------- | ---------- | --------- | ----------------- | --------- | -------------------------- |
| Achtste finale | 2024-02-21 | Uit       | FC Porto          | 1-0       |                            |
| Achtste finale | 2024-03-12 | Thuis     | FC Porto          | 1-0 (4-2) | Trossard                   |
| Kwartfinale    | 2024-04-09 | Thuis     | FC Bayern München | 2-2       | Saka, Trossard             |
| Kwartfinale    | 2024-04-17 | Uit       | FC Bayern München | 1-0       |                            |

1992/93 · 1993/94 · 1994/95 · 1995/96 · 1996/97 · 1997/98 · 1998/99 · 1999/2000 · 2000/01 · 2001/02 · 2002/03 · 2003/04 · 2004/05 · 2005/06 · 2006/07 · 2007/08 · 2008/09 · 2009/10 · 2010/11 · 2011/12 · 2012/13 · 2013/14 · 2014/15 · 2015/16 · 2016/17 · 2017/18 · 2018/19 · 2019/20 · 2020/21 · 2021/22 · 2022/23 · 2023/24 · 2024/25